# Diocesi di Novasinna
La diocesi di Novasinna (in latino Dioecesis Novasinnensis) è una sede soppressa e sede titolare della Chiesa cattolica.

## Storia
Novasinna, nell'odierna Algeria, è un'antica sede episcopale della provincia romana di Numidia.
Sono tre i vescovi documentati di questa diocesi. Alla conferenza di Cartagine del 411, che vide riuniti assieme i vescovi cattolici e donatisti dell'Africa romana, presero parte il cattolico Restituto e il donatista Felice; quest'ultimo sottoscrisse gli atti anche per Marciano di Eminenziana. Benché non sia mai indicata la sede di appartenenza, è probabile che Restituto fosse presente anche ai concili di Cartagine del 28 agosto 397 e del 13 ottobre 408, a quello di Milevi del 416, e forse anche al concilio cartaginese del 1º maggio 418. 
Terzo vescovo noto è Candido, il cui nome figura al 48º posto nella lista dei vescovi della Numidia convocati a Cartagine dal re vandalo Unerico nel 484; Candido era già deceduto all'epoca della redazione di questa lista.
Dal 1933 Novasinna è annoverata tra le sedi vescovili titolari della Chiesa cattolica; dal 23 novembre 2012 il vescovo titolare è Jacek Pyl, O.M.I., vescovo ausiliare di Odessa-Simferopoli.

## Cronotassi

### Vescovi
- Restituto † (prima del 397 ? - dopo il 418 ?)
  - Felice † (menzionato nel 411) (vescovo donatista)
- Candido † (prima del 484)

### Vescovi titolari
- Nevin William Hayes, O.Carm. † (5 maggio 1965 - 12 luglio 1988 deceduto)
- Jan Tyrawa (24 settembre 1988 - 24 febbraio 2004 nominato vescovo di Bydgoszcz)
- Stanislav Zvolenský (2 aprile 2004 - 14 febbraio 2008 nominato arcivescovo di Bratislava)
- Noël Simard (16 luglio 2008 - 30 dicembre 2011 nominato vescovo di Valleyfield)
- Jacek Pyl, O.M.I., dal 23 novembre 2012